# Tom és Jerry új kalandjai
A Tom és Jerry új kalandjai, MTV címben Tom és Jerry show (eredeti cím: Tom & Jerry Show) amerikai televíziós rajzfilmsorozat, amelyet a Hanna-Barbera készített. Amerikában az ABC adta le. Magyarországon 1987. június 25. és október 8. között az MTV1 sugározta, majd megismételte 1987. december 26-tól, 1988. január 31-ig. Később 1995-ben a Duna Televízió is kétszer leadta. Új magyar változattal az RTL Klub kereskedelmi csatornán vetítették Kölyökklubként sokszor 2010 és 2012 között.

## Szereplők
| Szereplő                                                              | Eredeti hang                                                      | Magyar hang                                          | Magyar hang                                          |
| Szereplő                                                              | Eredeti hang                                                      | MTV1 (1987)                                          | RTL Klub (2009)                                      |
| --------------------------------------------------------------------- | ----------------------------------------------------------------- | ---------------------------------------------------- | ---------------------------------------------------- |
| Tom                                                                   | John Stephenson                                                   | Koroknay Géza                                        | saját hangján                                        |
| Űrmacska (5. részben)                                                 | John Stephenson                                                   | Koroknay Géza                                        | Széles Tamás                                         |
| Macska színész (11. részben)                                          | John Stephenson                                                   | Koroknay Géza                                        | Seszták Szabolcs                                     |
| Jerry                                                                 | John Stephenson                                                   | Földessy Margit                                      | saját hangján                                        |
| Meteoregér (5. részben)                                               | Frank Welker                                                      | Földessy Margit                                      | Szokol Péter                                         |
| Egér színész (11. részben)                                            | Don Messick                                                       | Földessy Margit                                      | Pálmai Szabolcs                                      |
| Cövek (1. szo.) Spike (2. szo.)                                       | Don Messick Joe E. Ross (14. részben) John Stephenson (2 részben) | Farkas Antal                                         | Berzsenyi Zoltán                                     |
| Múzeumigazgató                                                        | Henry Corden                                                      | Makay Sándor                                         | Melis Gábor                                          |
| Kör Gallér főnöke (1. szo.) Szuper Köpeny főnöke (2. szo.)            | N/A                                                               | Orosz István                                         | Melis Gábor                                          |
| Fejsze úr, a főfavágó (1. szo.) Mr. LeCsap, a főfavágó (2. szo.)      | John Stephenson                                                   | Ujlaki Dénes                                         | Melis Gábor                                          |
| Mamut kölyök                                                          | Don Messick                                                       | Pálos Zsuzsa                                         | Szalay Csongor                                       |
| Szúnyog                                                               | Frank Welker                                                      | Bursi Katalin                                        | Szalay Csongor                                       |
| Medvebocs                                                             | John Stephenson                                                   | Kerekes József                                       | saját hangján                                        |
| Scarealotti gróf                                                      | John Stephenson                                                   | Velenczey István                                     | Rosta Sándor                                         |
| Fritz Von Spritz                                                      | Lennie Weinrib                                                    | Velenczey István                                     | Forgács Gábor                                        |
| Dr. Kacsa                                                             | John Stephenson                                                   | –                                                    | Forgács Gábor                                        |
| Hajóskapitány                                                         | John Stephenson                                                   | Kristóf Tibor                                        | Forgács Gábor                                        |
| Torzon-borzongató kapitány (1. szo.) Vörös Szakáll kapitány (2. szo.) | Henry Corden                                                      | Kristóf Tibor                                        | Rosta Sándor                                         |
| Erdőkerülő (1. szo.) Vadőr (2. szo.)                                  | Frank Welker                                                      | Kokas László                                         | Rosta Sándor                                         |
| Erdőkerülő (1. szo.) Vadőr (2. szo.)                                  | Frank Welker                                                      | Kokas László                                         | Széles Tamás                                         |
| Erdőkerülő (1. szo.) Vadőr (2. szo.)                                  | Frank Welker                                                      | Tyll Attila                                          | Forgács Gábor                                        |
| A nagytőkés                                                           | John Stephenson                                                   | Beregi Péter                                         | Forgács Gábor                                        |
| Állatkerti gondozó                                                    | N/A                                                               | Beregi Péter                                         | Viczián Ottó                                         |
| Termeszek bandavezére                                                 | N/A                                                               | Bessenyei Emma                                       | Viczián Ottó                                         |
| Mesélő                                                                | John Stephenson                                                   | Orosz István                                         | Viczián Ottó                                         |
| Robin Ho Ho                                                           | Lennie Weinrib                                                    | Bács Ferenc                                          | Viczián Ottó                                         |
| Rex, az oroszlán                                                      | John Stephenson                                                   | Bács Ferenc                                          | Juhász Zoltán                                        |
| A Notthingam-i bíró                                                   | Frank Welker                                                      | Dengyel Iván                                         | Sörös Miklós                                         |
| Blackie, a piros autó gazdája                                         | N/A                                                               | Dengyel Iván                                         | Fehér Péter                                          |
| Legrosszabb bika (1. szo.) Dühöngő bika (2. szo.)                     | Joe E. Ross                                                       | Dengyel Iván                                         | Rosta Sándor                                         |
| Pelikán papa                                                          | N/A                                                               | Józsa Imre                                           | Hegedűs Miklós                                       |
| Sir Athscot Paisley                                                   | N/A                                                               | Lőte Attila                                          | Hegedűs Miklós                                       |
| Költöztető                                                            | Mike Douglas                                                      | Horváth Pál                                          | Széles Tamás                                         |
| Filmproducer                                                          | N/A                                                               | Horváth Pál                                          | Fehér Péter                                          |
| Pierre Vous Cafe                                                      | N/A                                                               | Straub Dezső                                         | Fehér Péter                                          |
| Űrmacska és Meteoregér narrátora                                      | N/A                                                               | Szersén Gyula                                        | Sörös Miklós                                         |
| Zsiráf                                                                | N/A                                                               | Pusztaszeri Kornél                                   | Sörös Miklós                                         |
| Mókus                                                                 | Lennie Weinrib                                                    | Pusztaszeri Kornél                                   | Crespo Rodrigo                                       |
| Bogár kutató                                                          | John Stephenson                                                   | Pathó István                                         | Crespo Rodrigo                                       |
| Vadak réme (1. szo.) J. Grab Freely (2. szo.)                         | John Stephenson                                                   | Kaló Flórián                                         | Csuha Lajos                                          |
| Bolondos róka                                                         | Lennie Weinrib                                                    | Kaló Flórián                                         | Besenczi Árpád                                       |
| Öreg utazó                                                            | N/A                                                               | Kun Vilmos                                           | Fehér Péter                                          |
| Nagy-kutya                                                            | Don Messick                                                       | Kun Vilmos                                           | Csuha Lajos                                          |
| Hamupipőke                                                            | Janet Waldo                                                       | Kiss Erika                                           | Mánya Zsófi                                          |
| Mostohaanya                                                           | Jean Vander Pyl                                                   | Schubert Éva                                         | Fésűs Bea                                            |
| Szabadesés Frida                                                      | N/A                                                               | Schubert Éva                                         | Kisfalvi Krisztina                                   |
| Yvonne                                                                | Janet Waldo                                                       | Kovács Nóra                                          | Kisfalvi Krisztina                                   |
| Cicási Katy járőr                                                     | Kathy Gori                                                        | Kovács Nóra                                          | Kisfalvi Krisztina                                   |
| Slapaj kisasszony (1. szo.) Miss Flashpot (2. szo.)                   | Kathy Gori                                                        | Détár Enikő                                          | Kisfalvi Krisztina                                   |
| Mostohanővérek                                                        | Kathy Gori                                                        | Détár Enikő Pregitzer Fruzsina                       | Kisfalvi Krisztina                                   |
| Tündér keresztanya                                                    | Joan Gerber                                                       | Czigány Judit                                        | Kisfalvi Krisztina                                   |
| Diszpécser                                                            | N/A                                                               | Dimulász Miklós                                      | Pipó László                                          |
| Rádióbemondó                                                          | Hal Smith                                                         | Dimulász Miklós                                      | Kapácsy Miklós                                       |
| Kör Gallér (1. szo.) Szuper Köpeny (2. szo.)                          | N/A                                                               | Lippai László                                        | Kapácsy Miklós                                       |
| Filmrendező                                                           | N/A                                                               | Láng József                                          | Kapácsy Miklós                                       |
| Hajótársaság elnöke                                                   | N/A                                                               | Láng József                                          | Pipó László                                          |
| Elefánt                                                               | N/A                                                               | Láng József                                          | Széles Tamás                                         |
| Trükkös pisztráng                                                     | Lennie Weinrib                                                    | Lippai László                                        | Szabó Máté                                           |
| Herceg                                                                | John Stephenson                                                   | Pusztaszeri Kornél                                   | Szabó Máté                                           |
| Csikari                                                               | N/A                                                               | Perlaki István                                       | Szabó Máté                                           |
| Aréna kommentátor                                                     | N/A                                                               | Tóth Titusz                                          | Szabó Máté                                           |
| Kiskacsa                                                              | Don Messick                                                       | Detre Annamária                                      | Szabó Máté                                           |
| Dinky, Jerry unokaöccse                                               | Don Messick                                                       | Detre Annamária                                      | Szalay Csongor                                       |
| George, a hangya                                                      | Don Messick                                                       | Detre Annamária                                      | Fekete Zoltán                                        |
| Rendőrségi diszpécser                                                 | N/A                                                               | Orosz István                                         | Fekete Zoltán                                        |
| Morris Williams                                                       | Daws Butler                                                       | Perlaki István                                       | Fekete Zoltán                                        |
| Judd, a varjú                                                         | Lennie Weinrib                                                    | Hacser Józsa                                         | Fekete Zoltán                                        |
| A Notthingam-i varjú                                                  | Frank Welker                                                      | Hacser Józsa                                         | Szokol Péter                                         |
| Manfréd                                                               | Frank Welker                                                      | Szerednyey Béla                                      | Szokol Péter                                         |
| Otto Van Blotto                                                       | John Stephenson                                                   | Harkányi Endre                                       | Szokol Péter                                         |
| Tökfejesi, a varázsló                                                 | John Stephenson                                                   | Miklósy György                                       | Várday Zoltán                                        |
| James, a nagytőkés inasa                                              | John Stephenson                                                   | Izsóf Vilmos                                         | Várday Zoltán                                        |
| Motorcsónak versenybíró                                               | N/A                                                               | Izsóf Vilmos                                         | Várday Zoltán                                        |
| George, a férj                                                        | John Stephenson                                                   | Surányi Imre                                         | Várday Zoltán                                        |
| Rendőrfőnök                                                           | John Stephenson                                                   | Balázsi Gyula                                        | Csuha Lajos                                          |
| Áruház igazgatója                                                     | N/A                                                               | Surányi Imre                                         | Csuha Lajos                                          |
| Cirkuszigazgató                                                       | N/A                                                               | Dobránszky Zoltán                                    | Csuha Lajos                                          |
| Király                                                                | N/A                                                               | Konrád Antal                                         | Bolla Róbert                                         |
| Black Barney                                                          | Hal Smith                                                         | Konrád Antal                                         | Vass Gábor                                           |
| Toro, az iszonyatos                                                   | Jules White                                                       | Konrád Antal                                         | Vass Gábor                                           |
| Véreb                                                                 | John Stephenson                                                   | Szombathy Gyula                                      | Vass Gábor                                           |
| Kutymann (1. szo.) Tökfilkó (2. szo.)                                 | Frank Welker                                                      | Szombathy Gyula                                      | Crespo Rodrigo                                       |
| Marslakó                                                              | Alan Oppenheimer                                                  | Szombathy Gyula                                      | saját hangján                                        |
| Orvosnak álcázott marslakó                                            | Alan Oppenheimer                                                  | Szombathy Gyula                                      | Fehér Péter                                          |
| Fudd unokatestvér                                                     | Lennie Weinrib                                                    | Bursi Katalin                                        | Fehér Péter                                          |
| Pete, szabómester                                                     | N/A                                                               | Dózsa László                                         | Fehér Péter                                          |
| Nagyláb                                                               | George Carlin                                                     | Dózsa László                                         | Szokol Péter                                         |
| Tekeverseny kommentátor                                               | Lennie Weinrib                                                    | Dózsa László                                         | Katona Zoltán                                        |
| Riporter a tekepálya előtt                                            | N/A                                                               | Kulka János                                          | Katona Zoltán                                        |
| Farce őrmester                                                        | John Stephenson                                                   | –                                                    | Varga Rókus                                          |
| Bikatenyésztő                                                         | N/A                                                               | Botár Endre                                          | Varga Rókus                                          |
| Kicsi John                                                            | Lennie Weinrib                                                    | Szabó Ottó                                           | Varga Rókus                                          |
| Bajusz pingáló                                                        | N/A                                                               | Szabó Ottó                                           | Rosta Sándor                                         |
| Az óriás                                                              | Henry Corden                                                      | Szabó Ottó                                           | Vass Gábor                                           |
| Benny, a kövér hangya                                                 | John Stephenson                                                   | Szabó Ottó                                           | Vass Gábor                                           |
| Tejes                                                                 | N/A                                                               | Orosz István                                         | Hegedűs Miklós                                       |
| Kofás                                                                 | N/A                                                               | Orosz István                                         | Crespo Rodrigo                                       |
| Medve miatt panaszkodó autós                                          | N/A                                                               | Orosz István                                         | Crespo Rodrigo                                       |
| Szabadesés Frida varázsgömbje                                         | N/A                                                               | Magda Gabi                                           | Crespo Rodrigo                                       |
| Rétisas fióka                                                         | John Stephenson                                                   | Magda Gabi                                           | Szalay Csongor                                       |
| Hörcsög                                                               | Frank Welker                                                      | Magda Gabi                                           | saját hangján                                        |
| Kiskutya                                                              | Frank Welker                                                      | Bursi Katalin                                        | saját hangján                                        |
| Bruinhilda, a medvemama                                               | Frank Welker                                                      | Ujlaki Dénes                                         | saját hangján                                        |
| Macsó macska                                                          | Frank Welker                                                      | Tóth Titusz                                          | Széles Tamás                                         |
| Zsaru                                                                 | N/A                                                               | Tóth Titusz                                          | Hegedűs Miklós Sörös Miklós                          |
| Pikk-Pukk madár (1. hang) Sipítozó madár (2. hang)                    | Don Messick                                                       | Czigány Judit                                        | saját hangján                                        |
| Hat kiscica                                                           | Don Messick                                                       | Kovács Nóra                                          | saját hangján                                        |
| Kanári                                                                |                                                                   | Kovács Nóra                                          | saját hangján                                        |
| Kakukkos madár                                                        | N/A                                                               | Pálos Zsuzsa                                         | saját hangján                                        |
| Kotlós mama                                                           | N/A                                                               | Dallos Szilvia                                       | saját hangján                                        |
| Kakas papa                                                            | N/A                                                               | Makay Sándor                                         | saját hangján                                        |
| Postás                                                                | N/A                                                               | Varga T. József                                      | Pipó László                                          |
| TV-bemondó                                                            | N/A                                                               | Varga T. József                                      | Széles Tamás                                         |
| Tenisz kommentátor                                                    | N/A                                                               | Varga T. József                                      | Viczián Ottó                                         |
| Charvis                                                               | N/A                                                               | Varga T. József                                      | Crespo Rodrigo                                       |
| Boo-Boo                                                               | N/A                                                               | Varga T. József                                      | saját hangján                                        |
| Riporter a rakéta állomáson                                           | N/A                                                               | Varga T. József                                      | Rosta Sándor                                         |
| Idegölő tekéző                                                        | N/A                                                               | Varga T. József                                      | Fekete Zoltán                                        |
| Hipnotikus csali                                                      | Lennie Weinrib                                                    | Kovács Nóra                                          | Fekete Zoltán                                        |
| Szirti sas fióka                                                      | Don Messick                                                       | Kovács Nóra                                          | Szalay Csongor                                       |
| Kisfiú                                                                | N/A                                                               | Pregitzer Fruzsina                                   | Szalay Csongor                                       |
| Boo-Boo gazdája                                                       | N/A                                                               | Pregitzer Fruzsina                                   | Fésűs Bea                                            |
| Hajótársaság elnökének a felesége                                     | N/A                                                               | Pregitzer Fruzsina                                   | Fésűs Bea                                            |
| Rétisas mama                                                          | John Stephenson                                                   | Makay Sándor                                         | Fésűs Bea                                            |
| George felesége                                                       | Jean Vander Pyl                                                   | Dallos Szilvia                                       | Fésűs Bea                                            |
| Szirti sas mama                                                       | N/A                                                               | Dallos Szilvia                                       | Fésűs Bea                                            |
| Pelikán mama                                                          | N/A                                                               | Détár Enikő                                          | Fésűs Bea                                            |
| Kiscica gazdája                                                       | N/A                                                               | Czigány Judit                                        | Fésűs Bea                                            |
| Csodahárfa                                                            | N/A                                                               | Czigány Judit                                        | Fésűs Bea                                            |
| Szellem                                                               | N/A                                                               | Czigány Judit                                        | Hegedűs Miklós                                       |
| Sportközvetítő                                                        | Lennie Weinrib                                                    | Zana József                                          | Katona Zoltán                                        |
| Motorverseny kommentátor                                              | N/A                                                               | Zana József                                          | Viczián Ottó                                         |
| Repülőverseny kommentátor                                             | N/A                                                               | Zana József                                          | Széles Tamás                                         |
| Motorcsónak verseny kommentátor                                       | N/A                                                               | Csernák János                                        | Széles Tamás                                         |
| Narrátor                                                              | N/A                                                               | Fülöp Zsigmond                                       | Juhász Zoltán Crespo Rodrigo                         |
| Biztos urak                                                           | N/A                                                               | Balázsi Gyula Tóth Titusz                            | Sörös Miklós                                         |
| Rendőrök a múzeumban                                                  | N/A                                                               | Szerednyey Béla Balázsi Gyula                        | Széles Tamás Pipó László                             |
| Csillagkutyák                                                         | N/A                                                               | Konrád Antal Lippai László Pathó István Straub Dezső | Sörös Miklós Széles Tamás Crespo Rodrigo Pipó László |
| Csomagszállítók                                                       | N/A                                                               | Jakab Csaba Bata János                               | Kapácsy Miklós Széles Tamás                          |
| Favágók                                                               | N/A                                                               | Kiss László Kránitz Lajos Soós László                | N/A                                                  |
| Főcímdalt éneklő                                                      | N/A                                                               | N/A                                                  | eredeti nyelven                                      |
| Tomot és Jerryt bemutató a bevezetőnél                                | N/A                                                               | Gálvölgyi János                                      | –                                                    |

- További angol hangok: Henry Corden, Kathy Gori, Don Messick, Alan Oppenheimer, Hal Smith, John Stephenson, Janet Waldo, Jean Vander Pyl, Lennie Weinrib, Frank Welker

### Szinkronstábok
| Magyar változat munkatársai   | Magyar változat munkatársai       | Magyar változat munkatársai |
| Beosztás                      | MTV1 (1987)                       | RTL Klub (2009)             |
| ----------------------------- | --------------------------------- | --------------------------- |
| Szöveg és stáblista felolvasó | Gálvölgyi János                   | Tóth G. Zoltán              |
| Magyar szöveg                 | Révész Mária                      | N/A                         |
| Hangmérnök                    | Vargányi László                   | N/A                         |
| Rendezőasszisztens            | Zala Kálmán                       | N/A                         |
| Vágó                          | Talpas Iván                       | N/A                         |
| Gyártásvezető                 | Németh Piroska                    | N/A                         |
| Szinkronrendező               | Bursi Katalin                     | N/A                         |
| Szinkronstúdió                | Magyar Szinkron- és Videóvállalat | N/A                         |
| Megrendelő                    | Magyar Televízió                  | RTL Klub                    |

## Epizódok
| Évad | Évad | Epizódok | Eredeti sugárzás    | Eredeti sugárzás   | Magyar sugárzás (MTV-1) | Magyar sugárzás (MTV-1) | Magyar sugárzás (RTL Klub) | Magyar sugárzás (RTL Klub) |
| Évad | Évad | Epizódok | Évadpremier         | Évadfinálé         | Évadpremier             | Évadfinálé              | Évadpremier                | Évadfinálé                 |
| ---- | ---- | -------- | ------------------- | ------------------ | ----------------------- | ----------------------- | -------------------------- | -------------------------- |
|      | 1    | 16 (48)  | 1975. szeptember 6. | 1975. december 13. | 1987. június 25.        | 1987. október 8.        | 2010. február 6.           | 2010. november 20.         |

### 1. évad
| #  | Eredeti cím                 | Magyar cím (2. szinkron)    | Eredeti premier      | Magyar premier (MTV-1) | Magyar premier (RTL Klub) |
| -- | --------------------------- | --------------------------- | -------------------- | ---------------------- | ------------------------- |
| 1  | No Way, Stowaways           | Potyautasok kizárva         | 1975. szeptember 6.  | 1987. június 25.       | 2010. február 6.          |
| 1  | The Ski Bunny               | A hócicus                   | 1975. szeptember 6.  | 1987. június 25.       | 2010. február 6.          |
| 1  | Stay Awake or Else...       | Maradj ébren, vagy...       | 1975. szeptember 6.  | 1987. június 25.       | 2010. február 6.          |
| 2  | No Bones About It           | Csont nélkül                | 1975. szeptember 13. | 1987. július 2.        | 2010. február 7.          |
| 2  | An Ill Wind                 | Rossz szél                  | 1975. szeptember 13. | 1987. július 2.        | 2010. február 7.          |
| 2  | Beach Bully                 | Tengerparti csata           | 1975. szeptember 13. | 1987. július 2.        | 2010. február 7.          |
| 3  | The Mammoth Manhunt         | A szökevény mamut           | 1975. szeptember 20. | 1987. július 9.        | 2010. február 13.         |
| 3  | The Wacky World of Sports   | Őrült sportok napja         | 1975. szeptember 20. | 1987. július 9.        | 2010. február 13.         |
| 3  | Robin Ho Ho                 | Robin Ho Ho                 | 1975. szeptember 20. | 1987. július 9.        | 2010. február 13.         |
| 4  | Safe But Not Sorry          | Fő a biztonság              | 1975. szeptember 27. | 1987. július 16.       | 2010. február 14.         |
| 4  | Gopher Broke                | Hörcsögvadászat             | 1975. szeptember 27. | 1987. július 16.       | 2010. február 14.         |
| 4  | The Super Bowler            | Szuperkupa                  | 1975. szeptember 27. | 1987. július 16.       | 2010. február 14.         |
| 5  | Tricky McTrout              | A trükkös pisztráng         | 1975. október 4.     | 1987. július 23.       | 2010. február 20.         |
| 5  | The Tennis Menace           | Tenisz háború               | 1975. október 4.     | 1987. július 23.       | 2010. február 20.         |
| 5  | Cosmic Cat and Meteor Mouse | Űrmacska és Meteoregér      | 1975. október 4.     | 1987. július 23.       | 2010. február 20.         |
| 6  | The Castle Wiz              | A kísértetkastély           | 1975. október 11.    | 1987. július 30.       | 2010. február 21.         |
| 6  | Grim and Bear It            | Kicsi a medve, de csintalan | 1975. október 11.    | 1987. július 30.       | 2010. február 21.         |
| 6  | The Flying Sorceress        | Repülő boszorkány           | 1975. október 11.    | 1987. július 30.       | 2010. február 21.         |
| 7  | The Kitten Sitters          | Cica dajkák                 | 1975. október 18.    | 1987. augusztus 6.     | 2010. február 27.         |
| 7  | Termites Plus Two           | Ketten a termeszek ellen    | 1975. október 18.    | 1987. augusztus 6.     | 2010. február 27.         |
| 7  | Planet's Pest               | Űrélősködő                  | 1975. október 18.    | 1987. augusztus 6.     | 2010. február 27.         |
| 8  | The Hypochondriac Lion      | Nem is beteg oroszlán       | 1975. október 25.    | 1987. augusztus 13.    | 2010. február 28.         |
| 8  | Give 'Em the Air            | Övék az égbolt              | 1975. október 25.    | 1987. augusztus 13.    | 2010. február 28.         |
| 8  | The Egg and Tom and Jerry   | Tom és Jerry és a tojás     | 1975. október 25.    | 1987. augusztus 13.    | 2010. február 28.         |
| 9  | Watch Out, Watch Dog        | A félelmetes őrzőkutya      | 1975. november 1.    | 1987. augusztus 20.    | 2010. március 6.          |
| 9  | The Super Cyclists          | A szupermotoros             | 1975. november 1.    | 1987. augusztus 20.    | 2010. március 6.          |
| 9  | The Police Kitten           | Rendőrcicus                 | 1975. november 1.    | 1987. augusztus 20.    | 2010. március 6.          |
| 10 | The Outfoxed Fox            | A pórul járt ravaszdi       | 1975. november 8.    | 1987. augusztus 27.    | 2010. március 7.          |
| 10 | The Towering Fiasco         | Nő a baj                    | 1975. november 8.    | 1987. augusztus 27.    | 2010. március 7.          |
| 10 | The Lost Duckling           | Az elveszett kiskacsa       | 1975. november 8.    | 1987. augusztus 27.    | 2010. március 7.          |
| 11 | Beanstalk Buddies           | Paszuly barátok             | 1975. november 15.   | 1987. szeptember 3.    | 2010. március 13.         |
| 11 | Two Stars Are Born          | Két csillag születik        | 1975. november 15.   | 1987. szeptember 3.    | 2010. március 13.         |
| 11 | Son of Gopher Broke         | Kertész hörcsög             | 1975. november 15.   | 1987. szeptember 3.    | 2010. március 13.         |
| 12 | The Sorcerer's Apprentices  | A varázsló segédei          | 1975. november 22.   | 1987. szeptember 10.   | 2010. március 14.         |
| 12 | Hold That Pose              | Most ne mozdulj             | 1975. november 22.   | 1987. szeptember 10.   | 2010. március 14.         |
| 12 | The Supercape Caper         | Szuperköpeny                | 1975. november 22.   | 1987. szeptember 10.   | 2010. március 14.         |
| 13 | Chickenrella                | Csirkepipőke                | 1975. november 27.   | 1987. szeptember 17.   | 2010. március 20.         |
| 13 | Double Trouble Crow         | Bajt hozó varjú             | 1975. november 27.   | 1987. szeptember 17.   | 2010. március 20.         |
| 13 | Jerry's Nephew              | Jerry unokaöccse            | 1975. november 27.   | 1987. szeptember 17.   | 2010. március 20.         |
| 14 | See Dr. Jackal and Hide     | Csodadoki                   | 1975. november 29.   | 1987. szeptember 24.   | 2010. március 21.         |
| 14 | Planet of the Dogs          | Kutyacsillag                | 1975. november 29.   | 1987. szeptember 24.   | 2010. március 21.         |
| 14 | The Campout Cutup           | Szúnyogháború               | 1975. november 29.   | 1987. szeptember 24.   | 2010. március 21.         |
| 15 | Triple Trouble              | Hárman bajban               | 1975. december 6.    | 1987. október 1.       | 2010. április 3.          |
| 15 | The Bull Fighters           | A bikaviadal                | 1975. december 6.    | 1987. október 1.       | 2010. április 3.          |
| 15 | The Cruise Kitty            | A hajóút                    | 1975. december 6.    | 1987. október 1.       | 2010. április 3.          |
| 16 | It's No Picnic              | Ez nem piknik               | 1975. december 13.   | 1987. október 8.       | 2010. november 20.        |
| 16 | The Big Feet                | Nagyláb                     | 1975. december 13.   | 1987. október 8.       | 2010. november 20.        |
| 16 | The Great Motorboat Race    | A nagy motorcsónak verseny  | 1975. december 13.   | 1987. október 8.       | 2010. november 20.        |